# Jan Gwalbert (imię)
Jan Gwalbert – podwójne imię męskie, nadawane na cześć XI-wiecznego świętego Jana Gwalberta (ok. 995-1073).
Jan Gwalbert imieniny obchodzi 12 lipca.
Znane osoby noszące to imię:
- Jan Gwalbert Pawlikowski

Zobacz też:
- Walbert